# Palazzi e ville di Jesi
Per palazzi e ville di Jesi si intendono gli edifici pubblici e privati presenti nella città di Jesi di particolare rilievo architettonico e artistico. Jesi, antica capitale della Resbublica Æsina, spesso alleata e città Regia del Sacro Romano Impero, contrastò per secoli le Signorie e il Papato che ripetutamente tentarono di danneggiare i suoi diritti o di sottometterla. Questi edifici sono testimonianza del suo glorioso passato. Presenta opere architettoniche di diversi gli stili architettonici: dal rinascimento al barocco all'eclettico.

## I palazzi
| Immagine | Denominazione                   | Epoca di costruzione | Stile architettonico          | Posizione                      | Commissione               | Descrizione |
| -------- | ------------------------------- | -------------------- | ----------------------------- | ------------------------------ | ------------------------- | --- |
|          | Palazzo della Signoria          | 1486-1552            | Rinascimentale                | Piazza Angelo Colocci, 1       | Resbublica Æsina          | Era la sede della Magistratura cittadina (Gonfaloniere e Priori) che lo fecero edificare dal 1486 al 1498 all'illustre architetto senese Francesco di Giorgio Martini. Nel 1586 fu ceduto al Magistrato Pontificio e da allora divenne il Palazzo del Governatore fino all'avvento dell'Unità d'Italia. |
|          | Palazzo Santoni                 | XIV-XV secolo        | Rinascimentale                | Vicolo Ripanti, 4              | Famiglia Santoni          | Venne edificato nel XIV secolo e modifato nel XV secondo il gusto rinascimentale. Resta l'unico esempio di dimora-fortezza in città. Venne costruita dalla nibile famiglia Santoni che ha dato gonfalonieri e grandi conduttori a Jesi. |
|          | Palazzo Cacciamali              | XV secolo            | Rinascimentale                | Costa Lombarda, 5              | Famiglia Cacciamali       | Venne costruito nel XV secolo sui resti di una torre medievale del XIII secolo. Conserva le inquadrature delle finestre e il bel portale bugnato con punte di diamante. |
|          | Palazzo Ghislieri-Scalamonti    | XV secolo            | Rinascimentale                | Piazza Angelo Ghislieri, 3     | Conti Ghislieri           | Il palazzo venne eretto per volere di Gregorio Ghislieri, su delle fortificazioni medievali e terminato nel 1492. Presenta due facciate, una su Piazza Federico II, con finestre rinascimentali, e una sulla piazzetta, realizzata nel XVII secolo. Conserva un portale scolpito del 1492 e stemmi in pietra del 1500 e 1505 |
|          | Palazzo Franciolini             | XV secolo            | Rinascimentale                | Via Andrea da Jesi, 4          | Famiglia Franciolini      | Venne edificato nel XV secolo e conserva belle inquadrature di finestre ad arco e un portale, finemente scolpiti, coevi. |
|          | Palazzo Nobili                  | XVI-XVIII secolo     | Rinascimentale                | Via delle Terme, 4             | Famiglia Nobili-Honorati  | Venne eretto nel XV secolo e conserva ancora le cornici e il portale d'epoca. La famiglia si trasferì in città dalla Lombardia nella prima metà XV secolo, e si estinse nel XVIII secolo. |
|          | Palazzo dei Verroni             | 1513                 | Rinascimentale                | Via Giambattista Pergolesi, 8  | Famiglia Verroni          | La nobile famiglia dei Verroni, o Guerroni, fecero costruire il loro palazzo nel punto più alto della città. Il portale, solo elemento superstite, venne realizzato nel 1513 da Giovanni di Gabriele da Como, che lo concepì come un arco di trionfo, a ricordo delle origini romane della famiglia. |
|          | Palazzo Ricci                   | XVI secolo           | Rinascimentale                | Piazza Gaspare Spontini, 4     | Conti Ricci               | Nel 1544 Vincenzo di Costantino Ricci commissionò la ricostruzione del palazzo cittadino all'architetto Guido di Giovanni da Bellinzona. I lavori furono proseguiti da Pierantonio di Baldassarre da Carena, e in seguito terminati da due costruttori jesini, Guido di Giovanni e Giovanpietro di Beltrani nel 1547. |
|          | Palazzo Leopardi                | XIV-XVI secolo       | Rinascimentale-Barocco        | Piazza Gaspare Spontini, 2     | Resbublica Æsina          | Il palazzo risale al XIV secolo quando era la residenza del Podestà. Nel XVI secolo venne ampliato con l'aggiunta del portico e dei localial di sopra. Nel 1586, col passaggio di Jesi al Papato, i magistrati vennero scacciati dal Palazzo della Signoria e vennero alloggiati qui fino al loro trasferimento al Palazzo del Comune nel 1589. Deve il nome al medico e patriota Gaetano Leopardi. |
|          | Palazzo Bonafede                | XV-XVI secolo        | Rinascimentale                | Via Roccabella, 13             | Famiglia Bonafede         | Del primitivo palazzo risalente alla fine del XV secolo, resta solo il portale a bugnato. Venne eretto da Antonio Bonafede, poi più volte rimaneggiato nei secoli, quando venne eretto in stile rinascimentale. Presenta sulla facciata un portale con bugnato a punte di diamante. |
|          | Palazzo Amici-Honorati          | XVI secolo           | Rinascimentale                | Via Giambattista Pergolesi, 33 | Conti Amici               | All'inizio del XVI secolo, il conte Vincenzo Amici costruisce, sulle fondamenta romane, questo palazzo. In posizione assai prestigiosa, l'edificio mostra il bel portale rinascimentale realizzato nel 1526 da Giovanni di Gabriele da Como, su disegno di Francesco di Giorgio Martini. Pregevoli anche i cornicioni delle finstre del piano nobile. All'interno, grande scalone monumentale tardobarocco e soffitti affrescati. Nel 1629 passò ai conti Honorati. |
|          | Palazzo Fiasconi                | XVI secolo           | Rinascimentale                | Costa Lombarda, 2              | Famiglia Fiasconi         | Il palazzo venne eretto da Lorenzo e Lupetto fiasconi, come riportato sulle finestre del primo piano. |
|          | Palazzo Boffo                   | XVI secolo           | Manierista                    | Via Roccabella, 15             | Famiglia Boffo            | Il palazzo venne eretto, su strutture romane, intorno al 1547 (come iscritto sulle finestre del secondo piano) dalla famiglia Boffo, di origine lombarda. Al XVII secolo risale la facciata laterale su costa Baldassini, caratterizzata da finestre a bugnato rustico. |
|          | Palazzo Bisaccioni              | XVI-XVIII secolo     | Rinascimentale e Tardobarocco | Piazza Angelo Colocci, 4 1     | Famiglia Bisaccioni       | L'edificio venne eretto in epoca medievale dalla nobile famiglia Bisaccioni, su una parte di muro dell’antico teatro romano. Verso il 1527 venne riedificato ad opera di Giovanni di Gabriele da Como, di cui resta oggi solo alcune finestre e il portale laterale. Nel XVIII secolo venne fortemente ristrutturato e rimaneggiato nelle forme odierne. |
|          | Palazzo Ripanti Vecchio         | XVI secolo           | Rinascimentale                | Piazza Gaspare Spontini, 4     | Marchesi Ripanti          | Il palazzo venne costruito nel XVI secolo dal conte Emilio Ripanti. Spicca il portale rinascimentale a rilievi . |
|          | Palazzo Guglielmi               | XVI-XVII secolo      | Manierista                    | Via Giambattista Pergolesi, 22 | Conti Guglielmi           | Il palazzo venne eretto fra '500 e '600. Presenta delle belle finestre manieriste ad arco spezzato. |
|          | Palazzo Colocci                 | XVI-XVIII secolo     | Barocco                       | Piazza Angelo Colocci, 8       | Marchesi Colocci          | Già di proprietà dei conti Colocci dal 1435, venne più volte ampliato e rinnovato. L'ultimo intervento è quello effettuato in occasione del matrimonio tra il marchese Adriano Colocci e Vittoria Dolfin del 1735. Allora l'architetto romano Pier Paolo Alfieri lo trasformò in stile barocco concependo una struttura scenografica incentrata sul monumentale scalone d'onore, forse su disegno del Vanvitelli. Nel XIX secolo, venne ristrutturato il secondo piano con affreschi di Luigi Lanci. |
|          | Palazzo Mereghi al Corso        | XVI secolo           | Manierista                    | Corso Giacomo Matteotti, 6     | Conti Mereghi             | Il palazzo venne eretto nel XVI e fortemente ristrutturato nei secoli successivi, soprattutto quando passò alla Cassa di Risparmio di Jesi. |
|          | Palazzo Baldassini-Pianetti     | XVIII secolo         | Barocco                       | Via Posterma, 8                | Conti Baldassini          | Il palazzo venne eretto dai Baldassini. Passò poi ai Pianetti che lo ricostruirono in forme barocche. |
|          | Palazzo Pianetti di Porta Valle | XVII-XVIII secolo    | Barocco                       | Via Valle, 3                   | Marchesi Pianetti         | Un monastero con annessa chiesa venne costruito in questo luogo nel 1570-79, su progetto dell'architetto Raffaele Spacciolo di Urbino. Nel 1636 da Marcantonio Pianetti di Terravecchia acquista il monastero e ne fa la residenza di famiglia che vi abitò fino al 1764, quando si trasferì nel nuovo, sontuoso Palazzo Pianetti. e il marchese Cardolo Maria Pianetti promuove la decorazione della chiesa di San Bernardino, eseguita da maestranze austriache tra cui Giovanni Greber. Nel 1710 si apportarono varie modifiche. |
|          | Palazzo Marcelli                | XVII-XVIII secolo    | Barocco                       | Via Santoni, 1                 | Conti Marcelli            | Il palazzo venne costruito tra la fine del XVII e l'inizio del XVIII secolo dal conte giovanni Marcelli. Pregevoli le finestre sulle facciata, decorate con i simboli araldici del casato. |
|          | Palazzo Camerata-Bettini        | XVII-XVIII secolo    | Barocco                       | Via XV settembre, 16           | Famiglia Camerata         | Il palazzo venne costruito nel 1659, sulle mura dell'addizione di Terravecchia, come residenza agricola. Venne in seguito rimaneggiata nei secoli successivi. Passò ai Bettini agli inizi del XX secolo. |
|          | Palazzo Comunale                | XVI-XVIII secolo     | Rinascimentale e Tardobarocco | Piazza dell'Indipendenza       | Comune di Jesi            | Sul luogo della vecchia rocca, l'architetto urbinate Lattanzio Ventura venne incaricato del progetto di costruzione di un nuovo palazzo per le magistrature cittadine. Prevedeva due fronti: uno principale su piazza dell'Indipendenza e l'altro, posteriore, eretto sulle mura (oggi guarda piazza della Repubblica). Nel 1773 si intrapresero grandi lavori e l'architetto Mattia Capponi ridisegnò le facciate in stile tardobarocco e rifece gli interni. |
|          | Palazzo Vescovile               | XVI-XIX secolo       | Rinascimentale e Tardobarocco | Piazza Federico II, 6          | Diocesi di Jesi           | Il palazzo ha origini medievali (XII secolo) e fu più volte rinnovata nel XV e XVI secolo. La facciata attuale venne realizzata, per volere del vescovo Pietro Ostini, in stile tardobarocco da Raffaele Grilli nel 1837. |
|          | Palazzo Honorati-Carotti        | 1658-1784            | Barocco-Rococò-Tardobarocco   | Via Posterma, 3                | Marchesi Honorati         | Il palazzo venne eretto in tre fasi. Una prima intorno al 1658 di accorpamento di edifici precedenti, una seconda tra il 1719 e il 1734 di espansione e una terza fase, operata nel 1780-84 dall'architetto Virginio Bracci sulla costruzione della facciata e dello scalone monumentale Tardo barocco. All'interno notevole è il salone delle feste con il soffitto affrescato nel 1737 da Giovanni Domenico Piastrini con la Giovinezza contesa fra Vizi e Virtù, la galleria degli stucchi del pianterreno e la galleria del primo piano, decorata a stucchi e affreschi nel 1753 da Giuseppe Torreggiani raffigurante il Carro del Sole e l'Amore. |
|          | Palazzo Balleani                | XVIII secolo         | Rococò                        | Piazza Federico II, 5          | Conti Balleani            | Il palazzo venne eretto in stile Rococò nel 1720 dall'architetto romano Francesco Ferruzzi. Sulla facciata è la caratteristica balconata con ringhiera bombata in ferro battuto sorretta da quattro possenti telamoni. L'opera venne realizzata nel 1723 dal ravennate Giovanni Toschini come anche la Madonna col Bambino, del 1727. Dal 1725 si iniziò a lavorare negli interni, ricchi di soffitti con volte a specchio dai leggerissimi e raffinati stucchi dorati. |
|          | Palazzo Pianetti                | 1748-86              | Rococò                        | Via XV settembre, 10           | Marchesi Pianetti         | Il palazzo edificato in stile barocco a partire dal 1748 per volere del Marchese Cardolo Maria Pianetti, già architetto di Carlo VI d'Asburgo, che ne disegnò un primo progetto in un gusto riecheggiante lo stile austriaco. Il progetto definitivo è di Domenico Luigi Valeri, mentre la facciata principale si deve al bolognese Viaggi e quella sul giardino al veneziano Croatto. La splendida Galleria degli Stucchi venne realizzata fra il 1767 e il 1770 con elaborati stucchi affreschi rococò che raffigurano allegorie, virtù e simboli alchemici. Verso la metà del XIX secolo, in occasione del matrimonio fra Vincenzo Pianetti e la fiorentina contessa Virginia Azzolino, il palazzo viene ristrutturato, si costruisce lo scalone e si decora in secondo piano. |
|          | Palazzo Ripanti                 | metà XVIII secolo    | Barocco-Rococò                | Piazza Federico II, 8          | Marchesi Ripanti          | Il palazzo venne eretto nella seconda matà del XVIII secolo dagli architetti Arcangelo e Andrea Vici, su edifici quattrocenteschi. Le finestre presentano timpani curvilinei riportanti gli emblemi della famiglia. Uno scalone monumentale mostra statue allungate di Gioacchino Varlè. I saloni del piano nobile hanno grandi soffitti a padiglioni con raffinati ed eleganti stucchi rococò. |
|          | Palazzo Flori                   | metà XVIII secolo    | Barocco-Rococò                | Corso Giacomo Matteotti, 35    | Conti Flori               | Il palazzo venne eretto nel XVIII secolo, su edifici cinquecenteschi. La facciata presenta finestre con timpani a fogliami e un elegante portale curvilineo. |
|          | Palazzo Fossa-Margutti          | metà XVIII secolo    | Barocco-Rococò                | Corso Giacomo Matteotti, 37    | Conti Fossa               | Il palazzo venne eretto nel XVIII secolo, su edifici cinquecenteschi. La facciata presenta finestre con timpani a fogliami e un elegante portale curvilineo. Gli interni erano dipinti da Domenico Luigi Valeri, ma dopo l'adattazione a grandi magazzini degli anni '50, andarono completamente perduti. |
|          | Ospedale Vecchio                | 1743-57              | Barocco                       | Corso Giacomo Matteotti, 83    | Diocesi di Jesi           | Il grande complesso del vecchio Ospedale di Santa Lucia, costruito fra il 1743 e il 1757 per volere del vescovo Fonseca in sostituzione dell'ormai insufficiente ospedale di Piazza Federico II. L'architetto Arcangelo Vici, compose un grande progetto conventuale-ospedaliero, incentrato sulla cappella centrale cupolata. La facciata presenta decorazioni alle finestre e portali tardobarocchi. |
|          | Palazzo Ripanti Nuovo           | XVIII secolo         | Barocco                       | Piazza Federico II, 7          | Marchesi Ripanti          | Nel XVI secolo venne qui eretto l’Ospedale di Santa Lucia, di cui se ne conserva la facciata nella corte. Nel 1724 l’immobile venne acquisito dal conte Emilio Ripanti che nella seconda metà del '700 lo unì al suo palazzo a fianco (Palazzo Ripanti), sovrappassando via Santoni con un arcone. Il salone è decorato da quattro grandi tele di Domenico Luigi Valeri, raffiguranti Episodi dell'Antico Testamento. |
|          | Palazzo Mannelli                | XVII-XVIII secolo    | Tardobarocco                  | Via Giuseppe Mazzini, 3        | Conti Mannelli            | Il palazzo venne eretto dal conte Flaminio su un terreno acquistato nel 1675. La costruzione si protrasse nel XVIII secolo. |
|          | Palazzo Marcelli-Flori          | XVIII secolo         | Barocco                       | Corso Giacomo Matteotti, 29    | Conti Marcelli-Flori      | Nel 1749 il conte Giacomo Marcelli Flori acquista il terreno con delle abitazioni e ne intraprende la costruzione di un nuovo palazzo appoggiato sulle mura urbane posteriori.. All'interno soffitti affrescati con prospettive architettoniche di Lorenzo Daretti. |
|          | Palazzo Grizi                   | XVIII secolo         | Barocco                       | Corso Giacomo Matteotti, 29    | Conti Grizi               | Il palazzo venne eretto nel XVIII secolo, quando vennero realizzati anche gli affreschi istoriati del primo piano. |
|          | Palazzo Baldassini              | XVIII secolo         | Tardobarocco                  | Costa Baldassini, 10           | Conti Baldassini          | Il palazzo venne eretto XVIII secolo su edifici precedenti. |
|          | Palazzo Honorati-Frontini       | XVIII secolo         | Tardobarocco                  | Via delle Terme, 8             | Marchesi Honorati         | Il palazzo venne eretto XVIII secolo dalla facciata rinquadrata da lesene e con il bel portale curvolineo sullo stile di Andrea Vici. |
|          | Palazzo Pace                    | XVIII secolo         | Tardobarocco                  | Via degli Spaldi, 1B           | Conti Pace                | Il palazzo venne eretto XVIII secolo su ll'affaccio delle mura orientali. |
|          | Palazzo Rocchi-Honorati         | XVIII secolo         | Tardobarocco                  | Via delle Terme, 6             | Conti Rocchi              | Il palazzo venne eretto XVIII secolo su progetto di Francesco Maria Ciaraffoni. Presenta una facciata rinquadrata da bugnato angolare con doppio portale. |
|          | Palazzo Malatesta-Scalamonti    | XVI-XVIII secolo     | Tardobarocco                  | Via delle Terme, 6             |                           | Il palazzo venne eretto XVIII secolo su edifici cinquecentreschi. Conserva all'interno uno scalone monumentale e sale dai soffitti affrescati. |
|          | Palazzo Ubaldini                | XVIII secolo         | Tardobarocco                  | Via delle Terme, 3             |                           | Il palazzo venne eretto XVIII secolo su edifici cinquecentreschi. |
|          | Palazzo Giorgini                | XVIII secolo         | Barocco                       | Corso Giacomo Matteotti, 32    | Famiglia Giorgini         | Il palazzo venne eretto nel XVIII secolo su edifici cinquecenteschi. |
|          | Ex-Orfanotrofio femminile       | 1771-75              | Barocco                       | Corso Giacomo Matteotti, 96    | Diocesi di Jesi           | Fu voluto dal vescovo Ubaldo Baldassini e costruito nel 1771-75. Presenta una fastosa facciata barocca in laterizi incentrata sulla centrale cappella di Sant'Ubaldo. Il progetto del complesso, dapprima ritenuto di Mattia Capponi, venne infine attribuito all'architetto romano Virginio Bracci. |
|          | Palazzo Magagnini               | 1787                 | Tardobarocco                  | Piazza della Repubblica, 11    | Nobili Magagnini          | Il palazzo venne eretto dal 1787 dall'architetto Mattia Capponi che lo concepì con un grande loggiato terrazzato e un'altana. |
|          | Palazzo Campagnoli              | XVIII secolo         | Barocco                       | Corso Giacomo Matteotti, 14    | Famiglia Campagnoli       | Il palazzo venne eretto nel XVIII secolo su edifici cinquecenteschi. All'interno soffitti affrescati da Felice Giani. |
|          | Palazzo Franciolini al Corso    | XVIII secolo         | Tardobarocco                  | Corso Giacomo Matteotti, 51    | Famiglia Franciolini      | Costruito nel XVIII secolo, conserva all'interno soffitti affrescati con scene mitologiche da Felice Giani. |
|          | Palazzo Fiordemonte             | XVIII secolo         | Tardobarocco                  | Corso Giacomo Matteotti, 38    | Famiglia Fiordemonte      | Il palazzo venne eretto nel XVIII secolo su edifici cinquecenteschi. All'interno soffitti con decorazioni floreali ottocentesche del pittore locale Giulio Marvardi. |
|          | Palazzo Amatori-Salvoni         | XVI-XIX secolo       | Tardobarocco-Neoclassico      | Corso Giacomo Matteotti, 40    | Famiglia Amatori          | Il palazzo venne costruito nel XVI secolo, ampliato nel XVII e XVIII secolo e ristrutturato nell'800 dall'architetto Raffaele Grilli. |
|          | Palazzo Battaglia               | XVIII secolo         | Tardobarocco                  | Via Federico Conti, 3          | Conti Battaglia           | Il palazzo venne edificato nel XVI secolo su costruzioni medievali dai conti Amici. Venne fortemente ristrutturato in stile tardobarocco nel XVIII quando divenne proprietà dei conti Battaglia. Ha un affaccio diretto sulle mura e all'interno conserva interessanti decorazioni settecentesche. |
|          | Palazzo Baligani                | XVIII secolo         | Tardobarocco                  | Corso Giacomo Matteotti, 8     | Conti Baligani            | Il palazzo venne edificato nel XVIII secolo su costruzioni cinquecentesche. |
|          | Palazzo Cossa                   | XVIII                | Tardobarocco                  | Piazza della Repubblica, 12    | Famiglia Cossa            | Il palazzo venne eretto nel XVIII secolo su edifici cinquecenteschi. |
|          | Palazzo Honorati-Franchetti     | XVIII-XIX secolo     | Tardobarocco-Neoclassico      | Corso Giacomo Matteotti, 29    | Marchesi Honorati         | Il palazzo venne eretto nel XVIII secolo dagli Honorati, quando vennero realizzati anche gli affreschi a grottesche del primo piano. Nel XIX secolo venne rifatta la facciata neoclassica, inglobando un vicolo. |
|          | Palazzo dell'Ex-Appannaggio     | XVII-XIX secolo      | Tardobarocco-Neoclassico      | Corso Giacomo Matteotti, 46    |                           | Convento seicetesco delle Clarisse fondato dalla nobiltà jesina. Con la dominazione napoleonica passò alla proprietà di Eugenio di Beauharnais che ne prevede la ristrutturazione e la distruzione della chiesa. Ceduto al Comune nel 1845 viene restaurato da Raffaele Grilli. |
|          | Palazzo Ghislieri Nuovo         | XIX secolo           | Neoclassico                   | Piazza Federico II, 2          | Conti Ghislieri           | Il palazzo venne costruito nel XVIII secolo e fortemente ristrutturato in stile neoclassico nel 1837 dall'architetto jesino Raffaele Grilli. |
|          | Palazzo Honorati                | XIX secolo           | Neoclassico                   | Corso Giacomo Matteotti, 26    | Marchesi Honorati         | Il palazzo venne ricostruito in stile neoclassico, accorpando edifici cinquecenteschi, dall'architetto jesino Raffaele Grilli. |
|          | Palazzo Pallavicino             | XVIII-XIX secolo     | Neoclassico                   | Via XX settembre, 3            | Famiglia Pallavicino      | Il palazzo venne eretto in stile neoclassico dall'architetto Augusto Flori. |
|          | Palazzo Amici degli Elci        | XVIII-XIX secolo     | Neoclassico                   | Via XX settembre, 33           | Famiglia Amici degli Elci | Il palazzo venne eretto in stile Tardobarocco-neoclassico nel XVIII-XIX secolo. |
|          | Palazzo Gandolfi                | XIX secolo           | Neoclassico                   | Via Pastrengo, 7               | Famiglia Gandolfi         | Il palazzo venne abitato dal vescovo Giuseppe Gandolfi. |
|          | Palazzo Mereghi alle Grazie     | 1878-80              | Neoclassico                   | Corso Giacomo Matteotti, 45    | Marchesi Mereghi          | Nel 1863 il marchese Raffaele Mereghi acquistò il convento delle benedettine per trasformarlo nella sua residenza. Venne costruito fra il 1878 e il 1880 dall'architetto comunale Antonio Benvenuti, incentrandolo attorno a due cortili e inglobando la chiesa di Sant'Anna. Quest'ultima ridecorata dall'anziano pittore locale Luigi Mancini. |
|          | Caserma di San Martino          | 1881                 | Neobarocco                    | Corso Giacomo Matteotti, 50    | Comune di Jesi            | Già Monastero della Trinità, nel 1881 l'architetto comunale Antonio Benvenuti lo trasformo in caserma, dotandolo della bella facciata sul corso. In seguito divenne sede dell'Istituto Tecnico Industriale. |
|          | Palazzo dei Convegni            | 1885                 | Neorinascimentale             | Corso Giacomo Matteotti, 17    | Comune di Jesi            | Già convento delle Clarisse, passato al Comune venne ricostruito nel 1885 dall'architetto Antonio Benvenuti per accogliervi le Poste. Lo stile eclettico dell'epoca trae ispirazione dal Rinascimento; presenta una monumentale facciata su loggiato terreno e all'interno la grande sala è coperta da un ricco soffitto a cassettoni e rosoni. Oggi è sede di convegni e mostre. |
|          | Scuola Industriale              | 1923                 | Eclettico                     | Corso Giacomo Matteotti, 52    |                           | Appena arretrata, venne realizzata nel 1923 dall'ingegner Vannozzi che si ispirò ai fasti imperiali romani. Ricca di lesene ioniche, stucchi e decorazioni che raffigurano Allegorie degli Studi e dei Mestieri. |

## Le ville
| Immagine | Denominazione                 | Epoca di costruzione | Stile architettonico   | Posizione                                                    | Commissione          | Descrizione |
| -------- | ----------------------------- | -------------------- | ---------------------- | ------------------------------------------------------------ | -------------------- | --- |
|          | Villa della Torre Ghislieri   | XIII-XVIII secolo    | Medievale              | Via Torre, 60 - Cupramontana                                 | Conti Ghislieri      | La villa sorge sul luogo del Castello di Rovegliano, antico feudo longobardo, di cui resta la torre. Nel 1211 viene conquistato da Jesi e nel 1463 viene donato alla famiglia Ghislieri che la restaurano e ingrandiscono nei secoli successivi. |
|          | Villa Trionfi-Honorati        | XVI-XVIII secolo     | Tardobarocco           | Via Piandelmedico                                            | Marchesi Honorati    | Venne eretta nel XVI secolo come casino di caccia e in seguito trasformata e alterata nei secoli. Alla fine dell'800 dei giardinieri bolognesi crearono il parco. |
|          | Villa Sant'Ubaldo             | 1735                 | Barocco                | Via Sant'Ubaldo - Monsano                                    | Conti Baldassini     | La villa venne eretta nel 1735 dai conti Baldassini e poi passò in eredità ai marchesi Pianetti nel 1810. Preceduta da una cancellata con statue e da un vasto parco, ha le forme di un grande palazzo su tre livelli, affiancato da torre quadrata e aperta da un portale a colonne binate. Sopra il piano nobile l'aquila bicipite con lo stemma dei Pianetti.                                                                               |
|          | Villa Aja Murata              | 1746-85              | Barocco                | Via Coppetella                                               | Marchesi Colocci     | La villa venne eretta dai marchesi Colocci nel 1746-54. Detta anche Palazzo Rosso, dal colore caratteristico delle sue facciate, è un palazzo quadrangolare a due livelli sovrastata da un'altana. È aperta da un portale in pietra e circondata ad giardino. Nel 1758 venne realizzata la chiesetta e nel 1785 la villa venne ampliata. |
|          | Villa Marcelli-Flori          | XVIII-XIX secolo     | Tardobarocco           | Via Marche                                                   |                      | La villa venne eretta fra '700 e '800, come villa estiva-padronale, con un corpo centrale su tre livelli e ali laterali terminanti con padiglioni dai frontoni triangolari. Portale d'accesso su due colonne e balconata |
|          | Villa del Seminario Vescovile | XVIII secolo         | Tardobarocco           | Via Roma                                                     | Diocesi di Jesi      | La villa venne eretta alla fine del '700 dall'chitetto Isidoro Capponi. |
|          | Villa Honorati                | XVIII-XIX secolo     | Tardobarocco           | Via Acquaticcio                                              | Marchesi Honorati    | La villa venne eretta fra la fine del XVIII e l'inizio del XIX secolo. All'interno decorazioni ottocentesche di Giulio Marvardi. |
|          | Villa Salvoni-Grilli          | XIX secolo           | Neobarocco             | Via Raffaele Grilli, 6                                       | Conti Salvoni        | La villa venne eretta dall'architetto francese Spinacé per volere del conte Vincenzo Salvoni. Era la residenza di campagna, vicino alla filanda di famiglia. Più tardi Raffaele Grilli ristruttura la villa |
|          | Villa Sans Souci              | 1804                 | Neoclassico            | Via Ancona, 100                                              | Conti Franciolini    | Nel 1804 l'architetto Giovanni Grilli realizza per il conte Franciolini questa villa dalla facciata a tempio su colonne e frontone triangolare. Nel parco racchiude la Torre Ghislieri del XV secolo. |
|          | Villa Salvati                 | 1805-22              | Neobarocco             | Via Giuseppe Garibaldi - Pianello Vallesina di Monte Roberto | Conti Salvoni        | Venne eretta in stile neoclassico fra il 1805 e il 1820 per volere di Serafino Salvati, ricco proprietario terriero. Il progetto è all'architetto romano Giuseppe Camporese, che vi concepì anche un ingresso solenne costituito da un lunghissimo viale di tigli. All'interno è un sontuoso scalone monumentale ricco di stucchi, statue e colonne.                                                                                           |
|          | Villa Piano Ameno             | XIX secolo           | Neoclassico            | Via Coppetella                                               | Marchesi Honorati    | La villa venne costruita nel XIX secolo modificando un edificio rurale. |
|          | Villa Minnucci                | 1840                 | Neoclassico            | Via Ancona - Monsano                                         | Famiglia Minnucci    | La villa venne costruita nel 1840 con una ricca facciata a due livelli decorata da lesene scanalate e rilievi. |
|          | Villa Fontedamo               | 1853-57              | Neoclassico            | Via Ancona, 104                                              | Conti Balleani       | La grandiosa villa venne costruita fra il 1853 e il 1857 per volere del conte Aurelio Guglielmi-Balleani che ne affidò il progetto all'architetto svizzero Felix Wilhelm Kubly, che realizzò anche la acsa del custode in stile alpino. I lavori furono proseguiti da Raffaele Grilli e le decorazioni interne sono dei fratelli bolognesi Francesco e Francesco Mastellari. Il parco venne disegnato nel 1856 dal fiorentino Giuseppe Nutini. |
|          | Villa Borgognoni-Carotti      | XIX secolo           | Neorinascimentale      | Via Crivelli, 1                                              |                      | La villa venne costruita nel XIX secolo in stile neorinascimentale. Di forma quadrangolare, presenta facciate di color rosso con decorazioni a bugnato agli angoli e attorno alle finestre in giallo. È sormontata da un'altana. All'interno affreschi attribuiti a Luigi Samoggia. |
|          | Villa Colle Olivo             | XIX secolo           | Neobarocco             | Via Colle Olivo                                              | Marchesi Mereghi     | La grande villa, su tre livelli con frontone a statue, è stata costruita nei primi decenni dell'800 su un preesistente casino di caccia dal marchese Paolo Mereghi. Il parco venne realizzato dai figli Giulio e Raffaele e abbellito con statue e fontane; nel 1872 venne realizzato l'obelisco con viale di pini d'accesso. |
|          | Villa Colle Bellombra         | XIX-XX secolo        | Neoclassico            | Via Colle Onorato                                            |                      | Villino di due livelli, tripartito con frontone triangolare. Venne eretto tra la fine dell'800 e l'inizio del '900. |
|          | Castello Pasquinelli          | 1921                 | Eclettico-Neomedievale | Via Montecappone, 13                                         | Famiglia Pasquinelli | Il castello in laterizi venne costruito in uno stile di revival medievale nel 1921. Su due livelli con merlature e beccatelli presenta facciate aperte da bifore. È affiancato da una torre quadrata merlata e, nel giardino, vi è una chiesetta. |
|          | Castello Borgiani             | XX secolo            | Eclettico-Neomedievale | Via dell'Acquasanta, 21                                      | Famiglia Borgiani    | Villa eretta in uno stile revival ispirato ai castelli della Loira. Presenta due torri cilindriche e una quadrata con alte coperture appuntite; grade tetto aperto da abbaini ed è acconpagnato da una chiesetta con torre cuspidata. |